# Rejon wysocki
Rejon wysocki (ukr. Висоцьківський район) – dawna jednostka podziału administracyjnego Ukraińskiej Socjalistycznej Republiki Radzieckiej w Związku Socjalistycznych Republik Radzieckich w latach 1940 roku. Należał do obwodu drohobyckiego. Siedziba władz rejonu znajdowała się w Wysocku Wyżnym.
Rejon wysocki został utworzony 17 stycznia 1940 na podstawie dekretu Prezydium Rady Najwyższej USRR o podziale na rejony zachodnich obwodów USRR, kiedy to w obwodzie drohobyckim utworzono 30 rejonów, między innymi wysocki. Rejon objął obszary zniesionych gmin Borynia, Komarniki, Matków, Wysocko Wyżne i Zawadka oraz prawobrzeżną część gminy Sianki (w całości gromady Butelka Wyżna, Butla, Hnyła Jaworów i Tureczki Wyżne oraz wschodnie krawędzie gromad Beniowa i Sianki), należące przed wojną do powiatu turczańskiego w województwie lwowskim.
11 listopada 1940 siedzibę rejonu wysockiego przeniesiono z Wysocka Wyżnego do Boryni, przekształcając jednostkę w rejon boryński